# Chōgen (Ära)
Chōgen (japanisch 長元) ist eine japanische Ära (Nengō) von August 1028 bis Mai 1037 nach dem gregorianischen Kalender. Der vorhergehende Äraname ist Manju, die nachfolgende Ära heißt Chōryaku. Die Ära fällt in die Regierungszeit des Kaisers (Tennō) Go-Ichijō.
Der erste Tag der Chōgen-Ära entspricht dem 18. August 1028, der letzte Tag war der 8. Mai 1037. Die Chōgen-Ära dauerte neun Jahre oder 3186 Tage.

## Ereignisse
- 1028 Rebellion von Taira no Tadatsune (平忠常の乱), auch Chōgen-Rebellion in der Provinz Kazusa, der Provinz Shimousa und der Provinz Awa
- 1036 im April wird Go-Suzaku Tennō